# ایت وعبان
ایت وعبان (به عربی: أیت وعبان) یک منطقهٔ مسکونی در الجزایر است که در استان تیزی وزو واقع شده‌است. ایت وعبان ۴٬۰۰۰ نفر جمعیت دارد و ۱٬۰۰۰ متر بالاتر از سطح دریا واقع شده‌است.